# Буранное (Калмыкия)
Буранное — село в Лаганском районе Калмыкии, входит в состав Джалыковского сельского муниципального образования.

## География
Село расположено в пределах Прикаспийской низменности в северной части Лаганского района на берегу залива Харбата у границы с Лиманским районом Астраханской области в 6,7 километрах к северо-востоку от села Джалыково (центр СМО), в 37 километрах от Лагани, в 4 километрах к северу от села Воскресеновка, в 20 километрах к югу от села Лесное.

## История
Дата основания неизвестна. Населённый пункт под названием Буранный отражён на карте 1943 года. Точная дата изменения наименования населённого пункта не установлена. Однако под названием Бурунный поселение отражено и на карте 1956 года, на карте 1984 года село уже зафиксировано название Буранное.

## Население
| 2002 | 2010 | 2012 |
| ---- | ---- | ---- |
| 319  | ↘240 | ↗305 |

Этнический состав
| Национальность | Численность | Процент |
| -------------- | ----------- | ------- |
| Калмыки        | 317         | 98,75%  |
| Русские        | 4           | 1,25%   |
| Всего          | 321         | 100%    |

## Экономика
Село обладает туристско-рекреационным потенциалом. Особой популярностью пользуются лотосовые плантации на канале в селе Буранное. Здесь действуют турбаза «Могой», семь кафе, специализирующихся на рыбных блюдах, построены два частные гостиницы.

## Социальная сфера
В селе действуют Буранинская основная средняя школа, сельская библиотека, фельдшерский пункт